# كامشيبيك كونكاباييف
كامشيبيك كونكاباييف مواليد 18 نوفمبر 1992 في كيزيلوردا، هو ملاكم محترف كازاخستاني.

## إحصائيات
خاض خلال مسيرته 55 نزالا، فاز في 40 ولم يتعادل وخسر في 15. فاز بالضربة القاضية في 7 نزالات.

## روابط خارجية
- كامشيبيك كونكاباييف على موقع بوكس ريك (الإنجليزية) (registration required)
- كامشيبيك كونكاباييف على موقع اللجنة الأولمبية الدولية (الإنجليزية)
- كامشيبيك كونكاباييف على موقع أوليمبيديا (الإنجليزية)
- كامشيبيك كونكاباييف على موقع اللجنة الأولمبية الكازاخستانية (الكازاخستانية)